# Hilarion Paul de Puget
 (Juin 2021).
Améliorez-le ou discutez des points à vérifier. 
Pour les articles homonymes, voir Puget (homonymie).
 Hilarion Paul François Bienvenu de Puget de Barbentane, marquis de Barbentane, né le 7 mars 1754 à Paris où il est mort le 26 mars 1828, est un général français.

## Biographie
Hilarion Paul de Puget est le fils de Joseph Balthazard de Puget, marquis de Barbentane, capitaine de cavalerie,  ambassadeur en Toscane de 1766 à 1793, chambellan de Philippe d'Orléans, et de Catherine du Mesnildot. Il est le gendre de René-Louis de Girardin. Sa sœur, Henriette de Puget de Barbentane, épouse du général Jacques Anne Joseph Le Prestre de Vauban, sera la maîtresse du prince Joseph-Antoine Poniatowski,, et sa sœur Élise Aglaé de Puget de Barbentane épousera le général Philippe Antoine Vogt d'Hunolstein.

### États de service
Il entre en service le 11 avril 1770 comme sous-lieutenant au régiment d'Orléans cavalerie, il passe capitaine le 18 mars 1776, mestre de camp en second du régiment Royal marine le 13 avril 1780.
Le 27 janvier 1782, il rejoint le régiment de Neustrie, avant d’être nommé colonel le 10 mars 1788 au régiment d'Aunis. Il est fait chevalier de l'ordre royal et militaire de Saint-Louis le 10 mai 1788.
Il est élu député suppléant de la noblesse aux États généraux de 1789.
Il est promu maréchal de camp le 6 octobre 1791, et lieutenant-général le 7 septembre 1792 à l’armée du Midi. Le 8 mars 1793 il est affecté à l’armée d’Italie, avant de rejoindre l’armée des Pyrénées orientales le 10 avril suivant. Le 7 août 1793, il devient général en chef provisoire de cette armée, et le 18 septembre 1793 il est destitué comme noble. 
Il est réintégré à l’armée d’Italie le  20 novembre 1795, et il est destitué une seconde fois le 18 septembre 1796.
Remis en activité le 21 février 1797, il est affecté à l’armée du Rhin, et le 7 septembre 1797 il passe à l’armée de Rhin-et-Moselle. Le 12 octobre 1797, il commande la 2e division militaire, jusqu’au 19 février 1798. Le 1er septembre 1798, il est suspendu de ses fonctions par le Directoire, et mis en congé de réforme. Il est admis à la retraite le 10 avril 1809.
Il meurt le 26 mars 1828 à Paris.

## Distinctions
- Il fait partie des 660 personnalités à avoir son nom gravé sous l'arc de triomphe de l'Étoile. Il apparaît sur la 34e colonne.

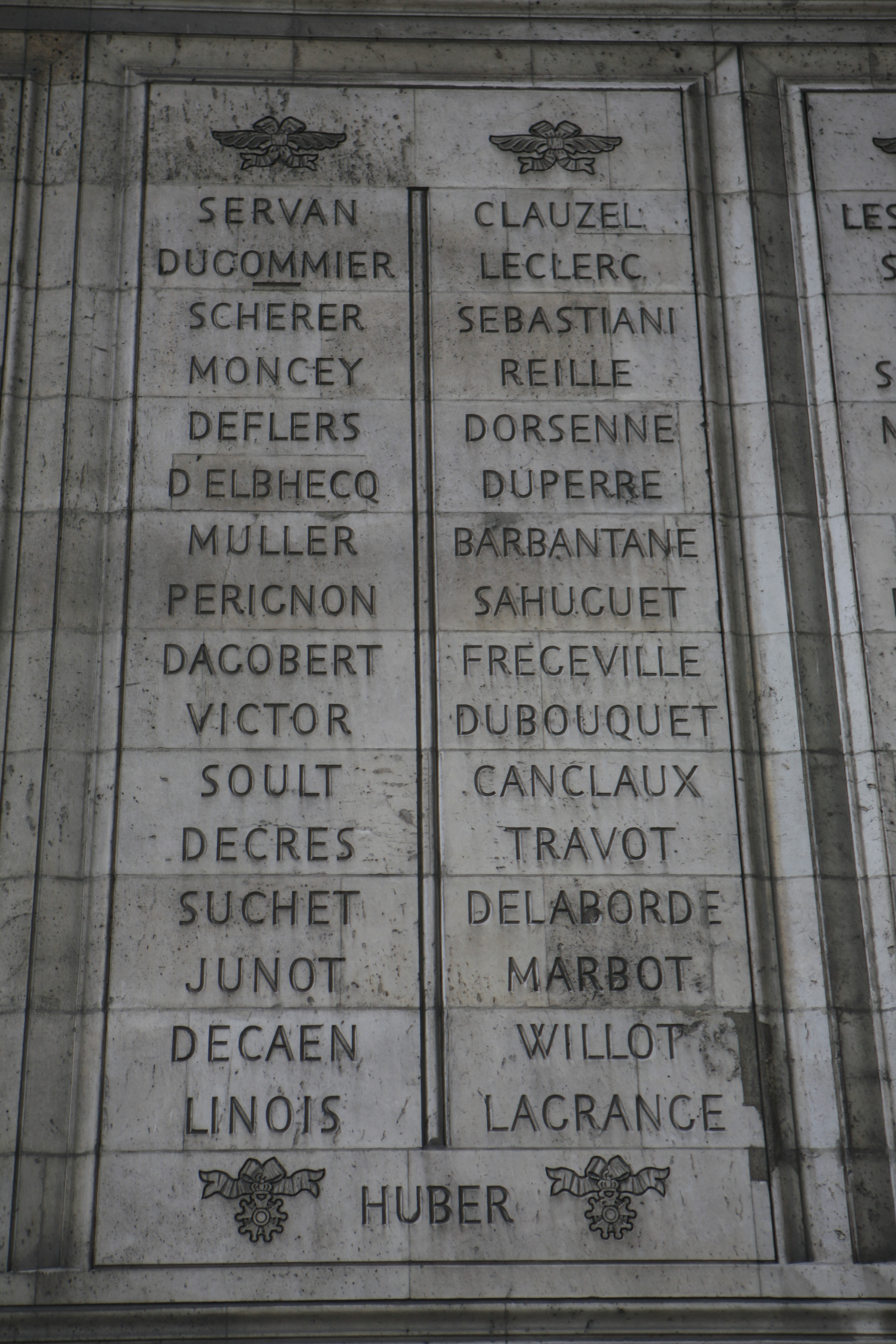
Noms gravés sous l'arc de triomphe de l'Étoile : pilier Ouest, 33e et.

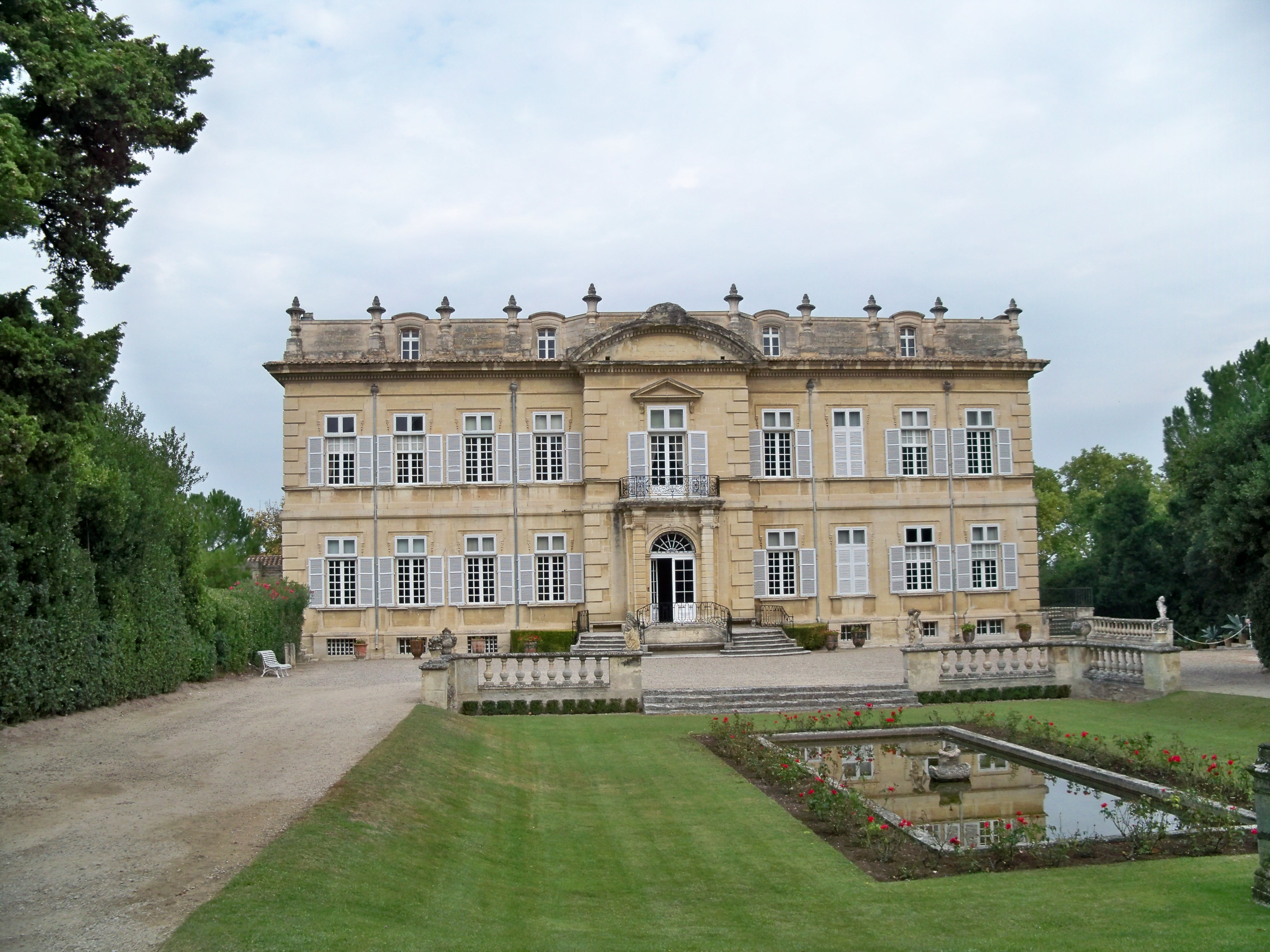
Château de la famille Puget à Barbentane (Bouches-du-Rhône)

## Écrits d'Hilarion Paul de Puget
- Les Journées des 5 et 6 octobre 1789 dévoilées, suivies de la Vérité reconnue, Paris, chez la veuve d'Houry, [1789], 12 p. (lire en ligne).
- Particularités sur l’assemblée du bailliage provincial de Senlis, [s. l.], [s. n.], 1789, 32 p. — « Par M. le comte de B*** » [Barbentane].
- Réponse à une déposition faite au Châtelet dans l’affaire du 6 octobre, [s. l.], [s. n.], [1789], 4 p. (lire en ligne).
- Réflexions sur les causes et les événements de la Révolution, par un député suppléant de Paris, Paris, Desenne, 1790, 34 p.
- Puget-Barbentane, maréchal de camp des armées françaises... à tous les gardes nationales [sic] en garnison dans le ci-devant Comtat, [s. l.], [s. n.], [1791], 4 p.
- Extrait du compte rendu au ministre de la Guerre sur les troubles de la ville d’Aix, Paris, Imprimerie nationale, 1792, 20 p. (lire en ligne).
- Lettre de M. Pujet-Barbentane à M. Louis de Narbonne sur l’événement arrivé à Aix et sur le départ du Régiment d'Ernest de cette ville (1792), [s. l.], [s. n.], [1792].
- Adresse à l’Assemblée nationale du général Puget-Barbentane, Paris, Imprimerie nationale, [1793], 3 p. — Réponse aux accusations du Directoire du département du Var.
- Hilarion Puget, citoyen françois, aux républicains, [s. l.], [s. n.], [1798], 50 p. (lire en ligne). — L’auteur justifie ses actes et incite les Directeurs à combattre les partisans de la monarchie.
- Mémoires du lieutenant général Puget-Barbantane [sic], publiés par lui-même, Paris, Pichon-Béchet, 1827, VIII-360 p. (lire en ligne).

## Sources
- (en) « Generals Who Served in the French Army during the Period 1789 - 1814: Eberle to Exelmans »
- Docteur Robinet, Jean-François Eugène et J. Le Chapelain, Dictionnaire historique et biographique de la révolution et de l'empire, 1789-1815, volume 1, Librairie Historique de la révolution et de l’empire, 900 p. (lire en ligne), p. 96.
- Baptiste-Pierre Courcelles, Dictionnaire historique et biographique des généraux français : depuis le onzième siècle jusqu'en 1822, Tome 8, l’Auteur, 1823, 459 p. (lire en ligne), p. 406.
- Étienne Charavay, Correspondance général de Carnot, tome 3, imprimerie Nationale, 1897, p. 25.
- Alain Maureau, Un général jacobin : Hilarion de Puget, marquis de Barbentane, Bulletin de l'Académie de Vaucluse n° 453, 2016
- "Puget (Hilarion-Paul-François-Bienvenu), ", in: Nouvelle Biographie générale, Firmin-Didot, 1862